# Metatron
Metat[r]on — третій студійний альбом австрійського симфо-метал-гурту Darkwell.
У 2003 році Александра Піттрачер залишила групу через музичні та особисті причини, тому колектив почав пошуки нового вокаліста. Незабаром вони відкрили німкеню Стефані Лузі (Маєр), що ще більше підкреслило незалежний музичний підхід Darkwell. Після кількох репетицій Стефані дебютувала на Wave-Gotik-Treffen 2003. Вона вразила публіку своїм енергійним живим виступом на Summer Breeze 2003.
У 2004 році Darkwell гастролював Європою з Graveworm, Vintersorg, Atrocity, Leaves Eyes і Battlelore, а також з'явився на фестивалі Metal Female Voices Fest. Відео гурту транслювалися на музичних каналах (напр. VIVA).
Альбом Metat[r]on записаний в Mirror Productions Studio (Інсбрук) у лютому 2004 року. Зведення та мастеринг пройшли на Mastersound Studio (Фелльбах) у серпні. Реліз відбувся 29 листопада 2004 року у форматах CD та Limited Edition Digipack на лейблі Napalm Records, і згодом декілька разів перевидавався.
Робота вийшла дуже різноманітною і контрастною. Сильний жіночний вокал є центром приголомшливих композицій, що підкреслюється рок-гітарами, басом і провокаційним звуком ударних. Metat[r]on називають «даниною жіночій магії готичного металу»

## Трек-лист
Усі тексти написані Роландом Вурцером/Darkwell, за винятком «Don't You Forget About Me» (Кіт Форсі, Стів Шифф).
| #     | Назва                                     | Тривалість |
| ----- | ----------------------------------------- | ---------- |
| 1.    | «Fate Prisoner»                           | 4:50       |
| 2.    | «Strange»                                 | 4:24       |
| 3.    | «Metatron»                                | 4:40       |
| 4.    | «Crown Of Thorn»                          | 4:38       |
| 5.    | «The Machine»                             | 4:50       |
| 6.    | «Hope Unborn»                             | 4:36       |
| 7.    | «Nothingness»                             | 3:57       |
| 8.    | «Far Cry»                                 | 3:40       |
| 9.    | «Last Glance»                             | 3:59       |
| 10.   | «Don't You Forget About Me» (Bonus Track) | 3:52       |
| 39:34 |                                           |            |

## Учасники

### Основні учасники
- Роланд Вурцер — бас, тексти
- Моріц Нойнер — ударні
- Маттіас Нуссбаум — гітари
- Рафаель Лепушиц — клавішні
- Стефані Лузі — вокал

### Інший персонал
- Керстін Шиматович — фотографія
- Герхард Сімадер — дизайн-макет
- Роланд Вурцер — продюсер
- Лукас Фларер — продюсер (ударні)
- Александр Крулл — співпродюсер[5]

## Прийняття
Рейтинг AllMusic дав альбомові високий бал: 4 з половиною зірок з 5; користувачі сайту оцінили його на 3/5.
На Encyclopaedia Metallum альбом здобув дві рецензії з середнім рейтингом 73 %.
Рецензенти відзначили нове звучання групи, що «містить елементи кіберпанку та набагато амбітніші повороти, ніж дозволяло їхнє старе пряме готичне звучання». Проте, «у всіх цих експериментах вони ніколи не втрачають своєї якості». Музика описується як «готичний метал із простими грув-металовими та ню-металовими рифами, випадковими електронними та симфонічними елементами та харизматичним, елегантним та оперним вокалом». «Унікальний вокал зробив Darkwell одним із найбільш пам'ятних гуртів». «Це креативний, різноманітний і розважальний готик-метал альбом, який продемонстрував багатообіцяючий потенціал».
Стюарт Мейсон на AllMusic похвалив нову співачку Стефані Лузі, яка «досить мудро відмовляється від оперних претензій на користь прямолінійного готичного вокального стилю 80-х». «На диво, більш легкий і більш поп-орієнтований звук Metatron звучить краще й оригінальніше, ніж будь-який з попередніх альбомів Darkwell, і це свідчить про творчий шлях, який групі було б добре досліджувати далі».